# Andrena dubiosa
Andrena dubiosa là một loài Hymenoptera trong họ Andrenidae. Loài này được Kohl mô tả khoa học năm 1905.